# 21è Festival Internacional de Cinema de Berlín
El 21è Festival Internacional de Cinema de Berlín va tenir lloc entre el 26 de juny i el 6 de juliol de 1971. Es va introduir al festival la nova secció International Forum for New Cinema. L'Os d'Or fou atorgat a la pel·lícula italiana Il giardino dei Finzi-Contini dirigida per Vittorio De Sica.

## Jurat
Es va anunciar que el jurat del festival estaria format per les següents persones:
- Bjørn Rasmussen (president)
- Ida Ehre
- Walter Albuquerque Mello
- Paul Claudon
- Kenneth Harper
- Mani Kaul
- Charlotte Kerr
- Rex Reed
- Giancarlo Zagni

## Pel·lícules en competició
Les següents pel·lícules van competir per l'Os d'Or:
| Títol original                                 | Director(s)               | País         |
| ---------------------------------------------- | ------------------------- | ------------ |
| Ai futatabi                                    | Kon Ichikawa              | Japó         |
| Ang.: Lone                                     | Franz Ernst               | Dinamarca    |
| Bless the Beasts and Children                  | Stanley Kramer            | Estats Units |
| Bloomfield                                     | Richard Harris            | Regne Unit   |
| Como Era Gostoso o Meu Francês                 | Nelson Pereira dos Santos | Brasil       |
| Desperate Characters                           | Frank D. Gilroy           | Estats Units |
| Die ersten Tage                                | Herbert Holba             | Àustria      |
| Dulcima                                        | Frank Nesbitt             | Regne Unit   |
| Il Decameron                                   | Pier Paolo Pasolini       | Itàlia       |
| Il giardino dei Finzi-Contini                  | Vittorio De Sica          | Itàlia       |
| Jaider, der einsame Jäger                      | Volker Vogeler            | RFA          |
| Le Chat                                        | Pierre Granier-Deferre    | França       |
| Love Is War                                    | Ragnar Lasse-Henriksen    | Noruega      |
| Lyckliga skitar                                | Vilgot Sjöman             | Suècia       |
| Ninì Tirabusciò: la donna che inventò la mossa | Marcello Fondato          | Itàlia       |
| Quatre nuits d'un rêveur                       | Robert Bresson            | França       |
| Rdeče klasje                                   | Živojin Pavlović          | Iugoslàvia   |
| Rendez-vous à Bray                             | André Delvaux             | Bèlgica      |
| Wer im Glashaus liebt... der Graben            | Michael Verhoeven         | RFA          |
| Whity                                          | Rainer Werner Fassbinder  | RFA          |

## Premis

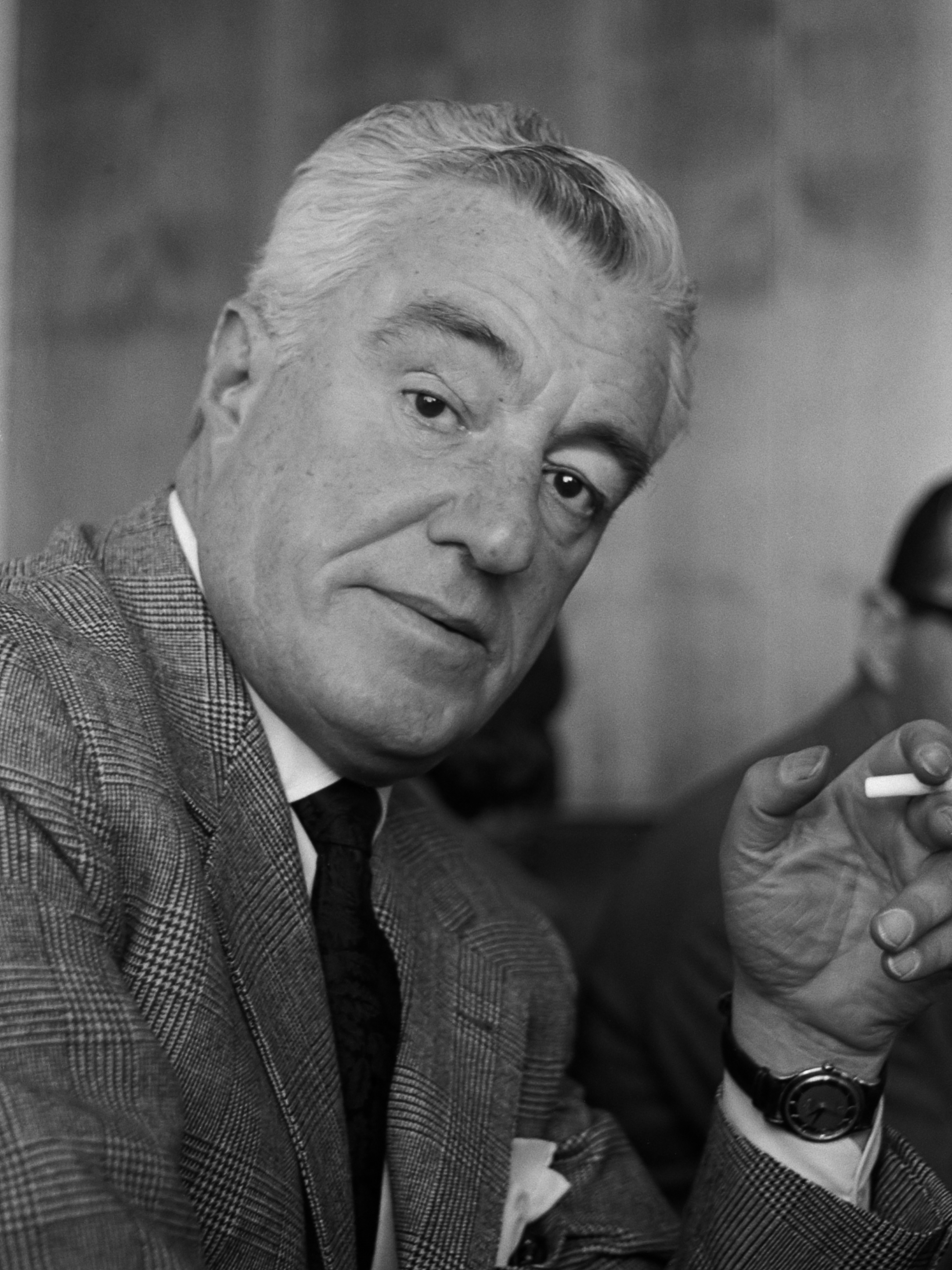
Vittorio De Sica, guanyador de l'Os d'Or.

El jurat va atorgar els següents premis:
- Os d'Or: Il giardino dei Finzi-Contini de Vittorio De Sica
- Os de Plata a la millor actriu: 
  - Simone Signoret per Le Chat
  - Shirley MacLaine per Desperate Characters
- Os de Plata al millor actor: Jean Gabin per Le Chat
- Os de Plata per a un assoliment singular excepcional:
  - Ragnar Lasse-Henriksen per Love Is War
  - Frank D. Gilroy per Desperate Characters
- Gran Premi Especial del Jurat: Il Decameron de Pier Paolo Pasolini
- Reconeixement especial: Ang.: Lone de Franz Ernst